# Eugenia Osterberger
Prudencia Eugenia Juana Osterberger Luard, conocida simplemente como Eugenia Osterberger y posteriormente como Madame Saunier, (Santiago de Compostela, 20 de diciembre de 1852-Niza, 8 de febrero de 1932) fue una compositora y pianista española del romanticismo. Hija de una coruñesa y un grabador y litógrafo alsaciano, Eugenia Osterberger pronto demostró interés por la música, aprendiendo desde niña a tocar el piano. Años después de su regreso de formarse en Francia se casó con el ingeniero francés Francisco Saunier y se instaló en la ciudad de La Coruña. En la ciudad herculina Osterberger mantuvo relación no solo con destacadas personalidades de la música gallega de su tiempo, sino también de la literatura, como Emilia Pardo Bazán, integrándose en la sociedad El Folk-Lore Gallego, que presidía la propia Emilia. Por sus contribuciones en el campo de la música fue nombrada miembro correspondiente de la Real Academia Gallega cuando esta se fundó en 1906. En 1908 se trasladó con su familia a la ciudad de Niza, donde residió hasta su muerte.
Su obra, en buena parte desconocida, fue publicada por la editorial de Canuto Berea en La Coruña (editando obras puramente instrumentales), F. Laurens en París y las editoriales de Benito Zozaya y Casa Dotesio en Madrid. Las pocas obras conocidas de la compositora compostelana incluyen obras solamente para piano y canciones de salón para voz y piano. Además de destacar su producción musical, Eugenia Osterberger participó en diversas iniciativas de dignificación de la cultura gallega.
Al menos durante los años que residió en La Coruña cabe señalar también su actividad pedagógica, contándose entre sus alumnas Pilar Castillo, quien después sería una pianista reconocida internacionalmente y que posiblemente ocupó la cátedra de piano en Madrid.

## Trayectoria

### Primeros años y formación

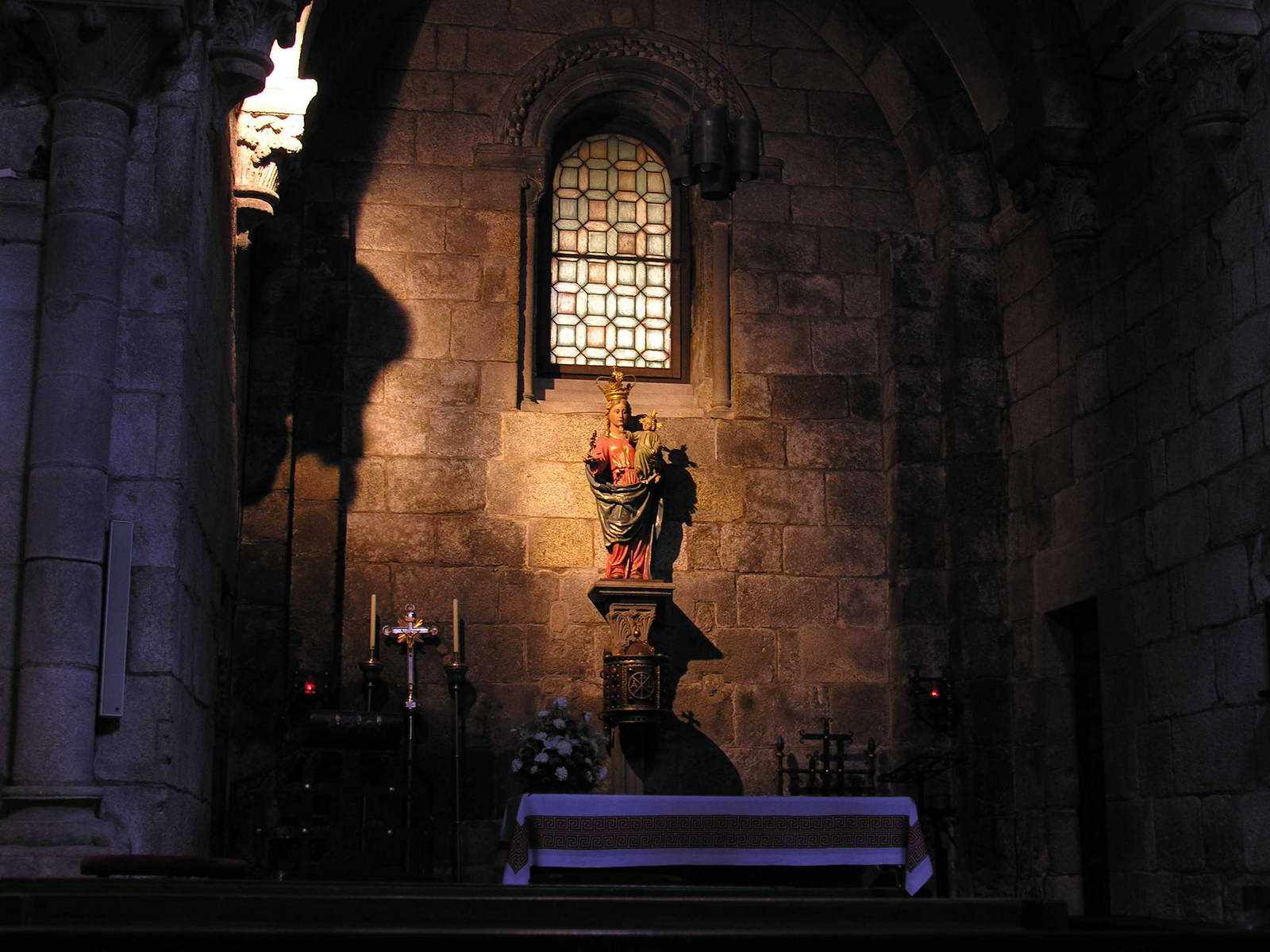
Eugenia Osterberger fue bautizada en la capilla de Corticela, donde años más tarde se casó con Francisco Saunier.

Prudencia Eugenia Juana Osterberger Luard nació el 20 de diciembre de 1852 en Santiago de Compostela, siendo bautizada al día siguiente en la capilla de Santa María la antigua de la Corticela. Su padre, Jorge Osterberger, era un destacado grabador y litógrafo alsaciano que años atrás se instalara en la ciudad de La Coruña para trabajar con el platero, grabador y fotógrafo suizo Enrique Luard Falconier. Poco después de instalarse en la ciudad, Jorge Osterberger se casó con Emilia Luard Álvarez, hija de su patrón y de Bernarda Álvarez Gondovia, nacida en Monforte de Lemos. El matrimonio tuvo dos hijas: Elisa e Eugenia.
Criada en un ambiente cosmopolita y de sensibilidad artística, tuvo acceso a una formación intelectual y artística más completa de lo que era habitual en la formación femenina en la época. Pronto Eugenia demostró su pasión por la música, si bien no se sabe mucho de su primera formación musical, desarrollada en su ciudad natal, y antes de cumplir los nueve años ya tuvo su primer piano, que su tío Justo Luard adquirió en la tienda del que sería su proveedor de partituras desde entonces, Canuto Berea. En la elección del instrumento participó el organista de la Catedral de Santiago de Compostela Mariano Tafall, que posiblemente fuese el profesor de la niña. Por la correspondencia entre Manuel Martí y Canuto Berea se puede deducir que Eugenia era alumna de Martí en el momento en que su familia adquirió el piano, y que en ese momento estaba lo suficientemente “adelantada” y tenía cualidades suficientes como para que su familia invirtiese una suma de dinero considerable en comprarle un piano.
Años más tarde, la preocupación por darle una educación cuidada a su hija le llevó a su familia a mandarla estudiar a la localidad francesa de Juilly (Sena y Marne), a unos 30 kilómetros de París, donde unos años antes el abad Bautain reabriera una escuela fundada en 1638 y creara el colegio femenino regido por monjas de la orden de las Dames de Saint Louis. Su formación francesa le permitió posteriormente ganar su sustento, dando clases de francés o música, sin necesidad de casarse.

### Profesora de francés y música

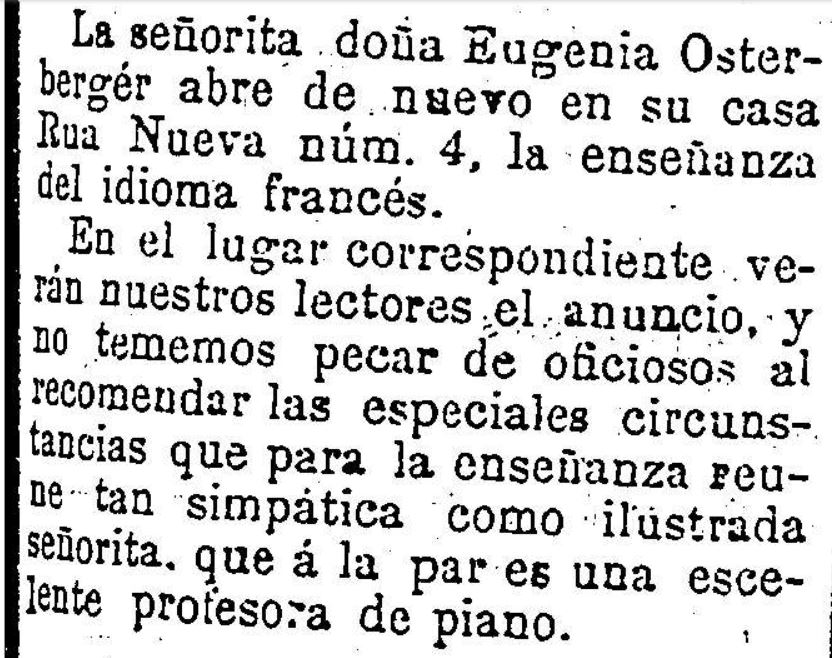
Cualidades de Eugenia comentadas en el periódico El Diario de Santiago.

Gracias a la correspondencia mantenida con Canuto Berea se sabe que en 1874 regresó a Galicia, viviendo en la casa de sus padres en su ciudad natal y que compraba partituras en el almacén del músico y empresario coruñés. A su regreso se dedicó de manera vocacional a la música, y dio clases de francés, como se puede ver en un anuncio publicado en El Diario de Santiago el 19 de octubre de 1875, en el que dice:

Srta. D.ª Eugenia Osterberger, profesora titulada en París, abre el 1.º de Noviembre próximo, un CURSO DE FRANCES para Señoritas; Rua Nueva núm. 4.

En la misma página, la siguiente nota mencionaba otras cualidades de Eugenia, entre las que destacaba ser una “excelente profesora de piano”:

La señorita doña Eugenia Osterberger abre de nuevo en su casa Rúa Nova núm. 4, la enseñanza del idioma francés.
En el lugar correspondiente verán nuestros lectores el anuncio, y no tememos pecar de oficiosos al recomendar las especiales circunstancias que para la enseñanza reúne tan simpática como ilustrada señorita, que á la par es una escelente profesora de piano.

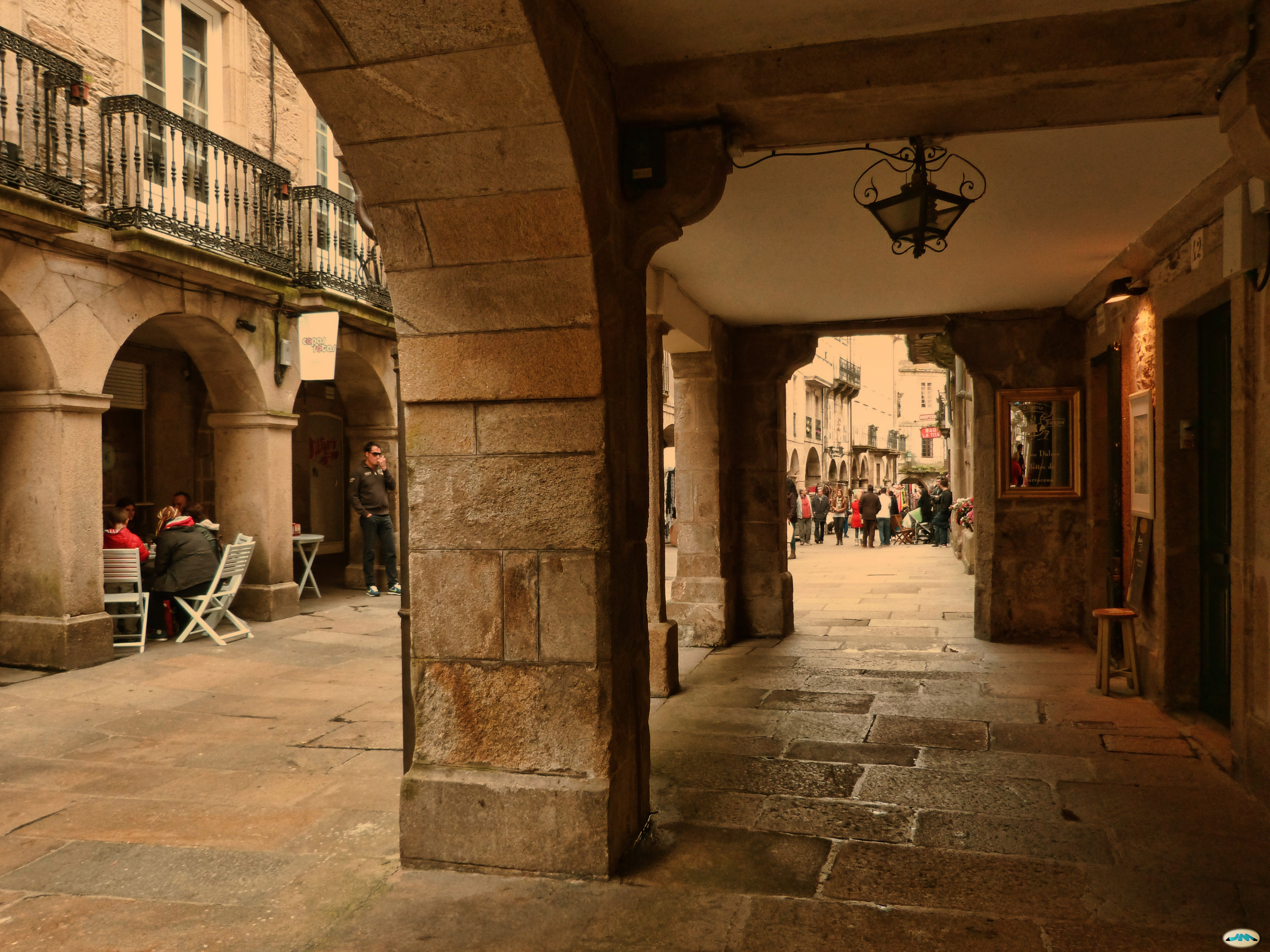
La Rúa Nova de Santiago de Compostela. En el número 4 de esta calle estaba la casa familiar de Eugenia Osterberger.

Parece probable, por tanto, que su intención no era únicamente dar clases de francés, sino que ya daba clases de piano, y que procuraba una independencia económica.
En su correspondencia de ese año con Canuto Berea hace alusión a su delicada salud. En una carta sin fecha, pero posiblemente escrita en el verano de 1875, señalaba que ese año no podría visitar La Coruña luego de pasar un mal inverno y encontrándose muy enferma, motivo por el cual los médicos le recomendarían el aire del campo y que se trasladaría a Betanzos. En esa carta se puede apreciar su relación más íntima con la música, que no era para ella un simple entretenimiento, ya que en la misma le pide un piano de alquiler y, que de estar conforme con el precio se lo envíe pronto, ya que sin él «quedo y quedaré siempre un cuerpo sin alma, un espíritu sin aliento». También en esa misma carta hace referencia a tres obras que estaba componiendo y que le enviaría una vez estuviesen finalizadas: una sonata, un impromptu y un terceto. Los problemas de salud de la compositora serían una constante a lo largo de su vida. Hay más alusiones a su delicada salud en su correspondencia, como en una carta dirigida de nuevo a Canuto Berea tres años más tarde, en 1878, en la que de nuevo le pedía un piano de alquiler para su estadía en Carballo, donde se dirigía para recibir un tratamiento termal. Posiblemente su situación económica ese año fuese precaria, ya que en la carta le explicaba a Berea que no había dado clases ese curso. Si bien se desconoce que tipo de dolencia podía padecer, en una segunda carta a Berea solicitándole de nuevo un piano para su estadía en Carballo señalaba:

(...) estos días sin poder salir de casa por tener una especie de tumor en el lado izquierdo que no me deja salir al campo a gozar de la libertad.

### Casamiento y traslado a La Coruña

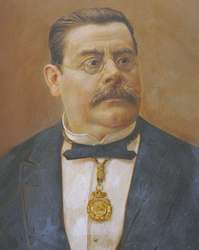
Eugenia Osterberger se relacionó con personalidades de la música gallega de su tiempo, como Canuto Berea, quien editó también obras suyas.

El 20 de octubre de 1879, dos meses antes de cumplir los veintisiete años y ya en un mejor estado de salud, Eugenia Osterberger se casó en Santiago de Compostela, en la misma iglesia en la que fuera bautizada, con el ingeniero francés Francisco Saunier Goubard, que por entonces trabajaba en la fábrica de gas compostelana situada en los Agros da Carreira. Poco después, en 1880, la pareja se trasladó a la ciudad de La Coruña, donde fuera nombrado director de la fábrica de gas, instalándose inicialmente en la calle del Socorro. El mismo año de su traslado a La Coruña nació Jorge, el primero de los hijos del matrimonio. En esa época el registro le atribuyó la profesión de “su casa” o “ninguna”, como acostumbraba suceder con las mujeres casadas, si bien determinados detalles apuntan a que seguía dando clases de música a algún alumno además de a sus hijos.
Durante los años que vivió en La Coruña, Eugenia Osterberger ocupó un lugar de consideración en la burguesía herculina, tanto por la posición económica y social de su marido como por el prestigio de su familia materna y su propia capacidad, inclinación artística y cultura. La compositora participó activamente en la vida cultural y social de la ciudad y mantuvo relación con las familias francófonas afincadas en la ciudad. En la última década del siglo XIX, su marido fue nombrado vicecónsul de Rusia, ampliándose su círculo de amistades, recibiendo con frecuencia en su casa a aquellas personas que formaban parte del cuerpo consular establecido en la ciudad.
En la ciudad, Osterberger y su marido participaron activamente en actividades solidarias mediante donativos económicos y ayudas de objetos para pujas. La compositora compostelana participó especialmente y de modo permanente en iniciativas de carácter progresista como las colonias escolares. Posiblemente esta tendencia progresista está relacionada con su propia educación y con la línea de su círculo familiar, ya que su abuelo materno (Enrique Luard Falconier), su marido y el hermano de este, eran o fueron masones. De hecho, cuando la ciudad de La Coruña decidió formar un Padroado das Colonias Escolares en 1903, Eugenia Osterberger fue nombrada secretaria en una directiva en la que también se encontraban Evi Zacharías como presidenta y Emilia Pardo Bazán como presidenta honoraria.
La Coruña de la época tenía una intensa actividad musical, recibiendo periódicamente compañías de ópera italianas, Pascual Veiga fundara El Orfeón Coruñés, Marcial del Adalid volviera a Lóngora, y en la ciudad también residían compositores como José Castro Chané, Francisco Pillado Villamil, o el propio Canuto Berea, lo que hacía posible el desarrollo de esta arte, popularizada también por los conciertos ofrecidos por las bandas militares en los Jardines de Méndez Núñez. Este ambiente supuso un estímulo para Osterberger, que nunca dejó de dedicarse a tocar y a componer. Con todo, las convenciones sociales de la época en relación con el punto al que debían llegar las actividades propias que correspondían a una mujer de la condición de Eugenia Osterberger impedían que sus interpretaciones musicales saliesen del círculo familiar o de amistades. Por otro lado, se consideraba que los logros compositivos eran más bien propios de un músico profesional que de una señora, por lo que publicar y estrenar sus obras no se consideraba una práctica tan ortodoxa.
Se sabe que tanto Eugenia Osterberger como su marido se implicaron de lleno en la Liga Gallega, celebrándose en 1898 en su chalé la entrega del título de socia honoraria de la institución a Sofía Casanova, que además se alojó allí junto con su familia. Días después del evento, la Revista Gallega recogía la crónica, en la que señalaba la participación activa de Eugenia Osterberger al piano y cantando, destacando la interpretación de alguna obra propia y de su talento en la interpretación:

(...) Para que la visita resultase una grata velada se rogó a Madame Eugènie O. de Saunier, que es una excelente pianista, que ejecutase alguna composición suya, y esta tocó una inspirada Muiñeira y cantó acompañándose al piano una hermosa melodía titulada Adiós a Galicia, de cuyas composiciones es autora.
La esmerada ejecución de Mme. Saunier y el gusto con que emite su linda voz, le valieron entusiastas y sinceros aplausos, no debidos a la cortesía, sino al indiscutible mérito de tan competente profesora, que más de una vez ha sido objeto de espontáneas ovaciones.

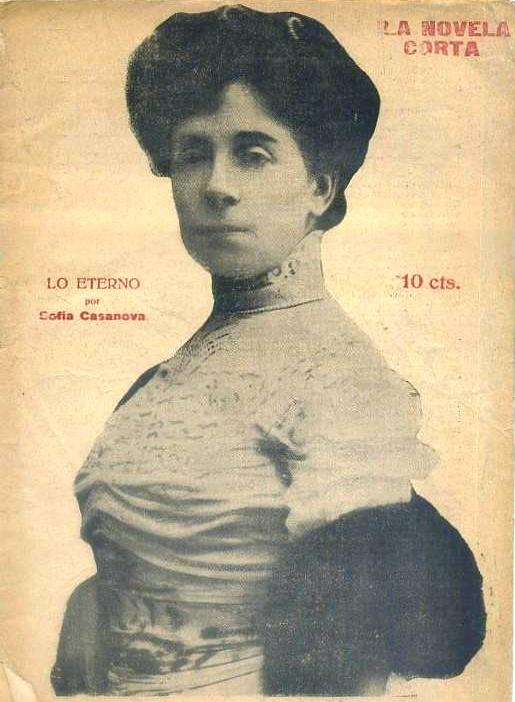
Sofía Casanova y Eugenia Osterberger mantuvieron una relación de amistad.

Por los títulos de las obras mencionadas se puede apreciar la preferencia de la compositora por la melodía gallega y la música tradicional.
Ese mismo año, Sofía Casanova le dedicó su poema Al fondear en la Coruña la Escuadra francesa con las palabras:

A Mme. Eugènie Saunier, inspirada autora de la melodía Adiós, Galicia.

Eugenia Osterberger continuó su actividad compositiva tras el cambio de siglo, difundiéndose su obra por otros países como Argentina, donde en diciembre de 1907 la revista Región Galaica de Buenos Aires agradecía el envío de 25 ejemplares de su obra “Cantigas y melodías gallegas”, dedicada al Centro Gallego de Buenos Aires, así como otras obras compuestas por ella, entre las cuales se cita una “Muiñeira” y una “Melodía Gallega”. También siguió desarrollando una cierta actividad concertística, siempre ligada a fines caritativos. Su actividad docente en la época aparece reflejada en la prensa, citando como alumna suya a Pilar Castillo, que posteriormente sería una destacada pianista y que en 1904 recibía clases de piano de la compositora compostelana.
Al menos durante los últimos años que permanecieron en la ciudad, el matrimonio tenía costumbre de organizar reuniones en su casa en las que además de conversar, se leía poesía y se interpretaba música. Estas reuniones fueron noticia en la prensa de la época y a ellas asistían destacadas personalidades como el tenor Ignacio Varela.
El último documento de Eugenia Osterberger en La Coruña data del 29 de febrero de 1908. Se trata de una carta escrita a Canuto Berea en la que ya se puede percibir una nueva etapa en la vida de la compositora, si bien en ella también queda patente que sus problemas de salud persistían. Luego de abandonar la ciudad, Francisco Saunier continuó siendo director gerente de Aguas de La Coruña y tenía que seguir atendiendo asuntos en la ciudad, aunque no se tiene constancia de que Eugenia regresase a la ciudad gallega en los años posteriores a la redacción de la carta. Finalmente la familia se trasladó a Francia, país en el que estudiaban y trabajaban muchos de sus hijos, que tenían nacionalidad francesa. El propio Francisco Saunier aceptó también un puesto de trabajo en la Costa Azul, asumiendo la dirección de los viejos Établissements Farge en Niza.

### Traslado a Niza y últimos años
En 1908, después de residir durante veintisiete años en la ciudad coruñesa, Eugenia Osterberger y Francisco Saunier abandonaron definitivamente La Coruña y se trasladaron a la ciudad francesa de Niza. Si bien no se encuentran muchos datos de las actividades que la compositora realizó en la ciudad francesa, se sabe que el tipo de vida social que llevaba en Niza no era muy distinto del que llevaba en la ciudad española.
Osterberger siguió compatibilizando su papel de esposa, madre y abuela con su labor compositivo, escribiendo nuevas obras y participando en otras de varios autores publicadas para pianistas. Posiblemente fue en Niza donde conoció al compositor de origen ucraniano Fedir Stepanovych Yakymenko, quien le dedicó una obra para piano titulada Chant printanier. Otro músico de la época con el que tuvo relación fue el italiano Gabriel Bonincontro, quien le dedicó su obra para piano Holé! Zagala. Le plus brillant paso doble y le arregló para quinteto de cuerda y piano y orquestó Mignardises, que Osterberguer había compuesto para clavicémbalo.
Con todo, no todos los años que la familia vivió en la Costa Azul fueron felices, ya que con el estallido de la Primera Guerra Mundial, y del mismo modo que buena parte de las familias francesas, sufrieron amarguras y vieron partir al frente a sus hijos y yernos. Poco antes de finalizar la contienda, el 11 de septiembre de 1918, fallecía en su domicilio de Niza a los 65 años Francisco Saunier Goubard. Luego de la muerte de su marido, Eugenia Osterberger continuó viviendo en la ciudad francesa hasta su muerte el 8 de febrero de 1932. En su acta de defunción consta como ciudadana francesa, aunque nacida en Santiago de Compostela.

## Redescubrimiento de su figura
La figura de Eugenia Osterberger permaneció olvidada durante más de cien años hasta que la investigadora Rosario Martínez encontró casualmente el nombre de la compositora en un artículo sobre Sofía Casanova. A partir de ese momento comenzó una investigación que reconstruyó la vida de la compositora y redescubrió catorce de sus obras, que serían estudiadas y analizadas por la musicóloga Beatriz López Suevos. Los primeros trabajos sobre Osterberger se publicaron en 2013.
Este olvido posiblemente fue debido a su apellido y a estar casada con un francés, lo que pudo llevar a los estudiosos de la música gallega a pensar que no era gallega sino una extranjera que viviera alguna vez en Galicia. Para Rosario Martínez, otro factor del desconocimiento de la figura de Eugenia Osterberger sería el propio hecho de ser mujer, ya que tuvo que criar nueve hijos, y la profesión de compositora no se consideraba algo “decoroso” para una mujer de su tiempo, lo que hizo que nunca se pudiese dedicar a la música de modo profesional, y señala que en la época:

una muller non tiña que pintar nin que tocar música más que un pouquiño, para adornar o seu currículo e casar ben.
una mujer no tenía que pintar ni que tocar música más que un poquito, para adornar su currículo y casarse bien.
Rosario Martínez Martínez

El 22 de noviembre de 2017 se presentó en el Paraninfo de la Universidad de Santiago de Compostela el libro Eugenia Osterberger. A compositora galega da Belle Époque en un acto en el que la soprano Susana de Lorenzo interpretó algunas obras de la compositora compostelana. El libro presenta además un CD con una selección de las obras recuperadas interpretadas por la propia Beatriz López Suevos al piano y la soprano Susana de Lorenzo, en las que se incluyeron las obras vocales compuestas en La Coruña y Le Rouet de Grand'maman (Fileuse) para piano solo.

## Obra
Su obra, en buena parte desconocida, fue publicada por la editorial de Canuto Berea en La Coruña (editando obras puramente instrumentales), F. Laurens en París y las editoriales de Benito Zozaya y Casa Dotesio en Madrid. Las pocas obras conocidas de la compositora compostelana incluyen obras solamente para piano y canciones de salón para voz y piano. La obra de Eugenia Osterberger se encuentra distribuida en diversos archivos y bibliotecas en España y Francia: el Fondo Cartelle de la biblioteca municipal de estudios locales de La Coruña, el Fondo Berea del archivo de la Diputación de La Coruña, en la Real Academia Gallega de Bellas Artes, en el archivo del Círculo de las Artes de Lugo, en la Biblioteca Carlos Martínez Barbeito de la Fundación Barrié, en el Real Conservatorio Superior de Música de Madrid, en la Biblioteca Nacional de España, en la Biblioteca de Castilla y León, en el Archivo Histórico de Unión Musical Española, y en la Biblioteca Nacional de Francia. Con todo, se desconoce la dimensión real de su obra, ya que luego de un estudio realizado por Beatriz López-Suevos y Rosario Martínez apenas se conocían unas pocas docenas de composiciones, una de las cuales tenía el número de opus 158.
Eugenia Osterberger contribuyó a la creación de una música académica gallega de raíz popular, con una obra compuesta principalmente para piano solista y canciones o melodías gallegas para voz y piano. Según Rosario Martínez, la obra de Osterberger «está a la misma altura que la de los compositores varones de su tiempo, como Baldomir o Chané», situándola incluso en un nivel superior a la música del propio Chané o Xoán Montes, ya que en las propias palabras de Rosario Martínez «hizo música de otros estilos más europeos que ellos no hicieron». La formulación de la producción de Osterberger, del mismo modo que la de ellos, tiene como punto de partida la reivindicación y recuperación de la cultura propia en diálogo con las corrientes europeas de su tiempo. En palabras de Martínez: «Recuperan lo autóctono, lo nuestro, pero en una cultura que emana del Romanticismo». La música de Osterberger está muy inspirada por los estilos que en ese momento estaban más de moda en Europa, si bien la compositora compostelana buscó en las letras de sus composiciones vocales la raíz popular y tradicional de su Galicia natal.

### Obras para piano solo
Sus obras para piano solo, escritas en su etapa coruñesa, están destinadas al consumo doméstico, esto es, son obras abordables por intérpretes diletantes o aficionados, en las que se incluyen piezas líricas y danzas populares, así como piezas de carácter (nocturnos, baladas, impromptus, berceuses...).
Osterberger compuso por lo menos tres valses: Lucia (vals de salón), Les Hirondelles (vals de salón) e Insinuante (vals lento). Los tres empiezan con una introducción lenta que da paso al vals, pero en el primero la compositora opta por darle variedad rítmica; en Les Hirondelles realza el aspecto melódico; mientras que con Insinuante se inclina por un valse-boston, lo que demuestra el conocimiento que Eugenia Osterberger tenía de las modas.
En la obra Le Rouet de Grand'maman (Fileuse) Op. 148, se puede apreciar la influencia de dos obras muy populares en el siglo XIX: el lied de Franz Schubert Gretchen am Spinnrade y la romanza sin palabras de Felix Mendelssohn La fileuse. Del mismo modo que en esas dos piezas, en la fileuse de Osterberger el acompañamiento en corcheas de la mano izquierda representa el giro y movimiento continuo de la máquina de hilar. Por otro lado, el ostinato de la primera nota grave sostenida en cada compás se convierte en el pedal de la hiladora e impulsor del movimiento. La influencia de los grandes compositores románticos también se puede apreciar en su Méditation (Nocturne), en la que Osterberger elige un acompañamiento homofónico para resaltar la melodía, como hiciera Frédéric Chopin.
Hay constancia de que su Pavana Louis XIII, original para piano solo, fue arreglada para banda y que fue una de sus obras más interpretadas precisamente en esa versión, si bien se desconoce si la orquestación para banda fue hecha por la propia compositora o por Ricardo Quiroga, director de la Banda do Rexemento de Isabel a Católica, que interpretó la pieza en público por lo menos en dos ocasiones en 1907.
De su etapa francesa solamente se recuperaron hasta 2017 dos composiciones: Zingha-Bandi, danse hindoue pour piano y Mignardises y Danse Jacquelinette, si bien Mignardises fue escrita para clavicémbalo.

### Obra vocal
En la producción vocal de Eugenia Osterberger, la compositora demuestra su preferencia por una poesía lírica e intimista, muy en la línea del gusto de las personalidades de la literatura del Romanticismo. Por lo que respecta a la estructura de estas composiciones, acostumbran alternar preludio - sección vocal - interludio - sección vocal - interludio - sección vocal - postludio.

#### Composiciones italianas y francesas
La obra vocal de Eugenia Osterberger consta fundamentalmente de melodías gallegas, si bien también hay dos composiciones italianas y canciones francesas. En su etapa coruñesa solamente hay dos composiciones vocales que no corresponden al género de la melodía gallega, sino a composiciones italianas: M'ami dicesti, Op. 158 e Ove sei? La primera de ellas es una aria en la línea de las arias operísticas de siglo XIX, mientras que la segunda no indica género, sino que sigue la tradición de la canción italiana derivada de autores como Paolo Tosti y que también se denominaría “canción de salón”.
Sus canciones francesas incluyen Les Roses de Saadi (París, 1922), Solitude, mélodie romantique (París, 1923), Amour est mort! (París, 1922) y Simple Histoire (París, 1922). En Les Roses de Saadi presenta una armonía más avanzada que en la de sus composiciones coruñesas. Amour est mort! está inspirada en un poema de André Rastier, marido de su hija Rosina, y destaca el hecho de que cada vez que la voz dice “Amour est mort!” lo hace con una entonación distinta. Simple Histoire está dedicada a su hija Rosina y está encuadrada en el género de mélodie, aunque podría encuadrarse en el del romance por su marcado carácter narrativo como por la preponderancia del texto y el canto sobre el acompañamiento.

#### Melodías gallegas
El género de la melodía gallega, cuyos precedentes serían el lied alemán y la mélodie francesa, llegó a tener tanta repercusión y prestigio que los contemporáneos de Eugenia Osterberger deben buena parte de su fama a este género. Eugenia Osterberger no fue una excepción y compuso un número significativo de piezas en este género, aunque si bien Canuto Berea era el principal editor de estas composiciones, nunca llegó a editar ninguna melodía gallega de la compositora compostelana. En 2017 se recuperaron un total de cuatro melodías gallegas, más otras cuatro recogidas en sus Cántigas y Melodías Gallegas, junto con otras cuatro coplas populares a las que le pondría música en ese cuaderno.
En general, las melodías gallegas de Osterberger presentan un acompañamiento sencillo, que en el caso de Ausencia. Melodía gallega por ejemplo, actúa a modo de bordón. Es frecuente en el uso del compás de 6/8, presente por ejemplo en Ausencia. Melodía gallega, en ¡Adiós Galicia! o en Neve. Una estructura rítmica recurrente es el acompañamiento con el típico ritmo gallego de corchea con punto-semicorchea-corchea, que se puede ver tanto en ¡Adiós Galicia! (si bien la parte central cambia a 3/4) como en Neve. En Cántigas y Melodías Gallegas se presenta siempre un preludio pianístico en el que la compositora busca una sonoridad asociada a la música gallega como roncones de gaita, pequeños gritos o giros melódicos tradicionales. Esta idea del preludio pianístico puede verse también en Neve, en este caso a modo de cantinela, que nos traslada a la austeridad de la pieza.
Como muestra de la importancia de este género, cabe destacar que el 14 de noviembre de 1899 el periódico El País informó de la publicación de ¡Adiós Galicia!:

“Adiós a Galicia”.- La inspirada compositora Dna E. Saunier, acaba de publicar una melodía titulada “Adiós Galicia”.
Los que conocen la nueva producción de la notable artista hacen grandes elogios de ella, lo cual no es de extrañar tratándose de la Sra. Saunier tan ventajosamente conocida en España.
La obra está editada con lujo por la casa Zozaya.

La melodía gallega ¡Adiós Galicia!, con letra del médico y poeta Manuel Lois Vázquez, es hoy el himno del ayuntamiento orensano de Maside.

#### T'amo, una composición bilingüe
T'amo es una obra para piano y voz en la que la compositora tomó un texto en castellano, en este caso de José Zorrilla. El texto está extraído de la obra Gnomos y Mujeres del escritor vallisoletano, obra que en la segunda parte (Mujeres) se inicia con una extensa alegación en verso a favor de la dignidad de la mujer y que continúa con una serie de poemas dedicados a diferentes mujeres, entre ellos “Yo te amo”. En esta obra, Eugenia Osterberger adapta y traduce al francés el texto en castellano, posiblemente como regalo a la dedicatoria de la obra, Mme. de Servoules, la mujer de M. Louis Richaud de Servoules, vicecónsul destinado en La Coruña en octubre de 1885.
Por la portada de la partitura se puede suponer que la obra fue publicada en La Coruña el 15 de abril de 1886, y llama la atención el corto lapso de tiempo entre la publicación de Gnomos y Mujeres y la de esta composición, publicada en Madrid ese mismo año. La partitura fue localizada en la Biblioteca de Castilla y León.
En la obra, denominada “Romance”, predomina la estructura narrativa con interludios pianísticos entre las tres secciones. Cada una de estas tres secciones, en las que intervienen el piano y la voz, presentan dos estrofas, en castellano y francés, para ser interpretadas en cada caso, o el texto en francés repitiendo texto en castellano.

### Obra camerística
En 2017 tan solo se había localizado una obra camerística de Eugenia Osterberger, la Mélodie Espagnole (Sentimentale), escrita para violonchelo y piano. Con todo, es probable que su producción camerística sea mayor, ya que en su correspondencia con Canuto Berea desde Betanzos hay alusiones a otras obras que serían enviadas para que el compositor y empresario diese su opinión:

En cuanto estén listas una sonata, un impromptu e un terceto, de mi composición, pienso mandar a Vd. una prueba de manuscrito contando sobre su indulgencia, y deseando su parecer.

Sin embargo, ninguna de estas tres composiciones fue encontrada.
Por lo que respecta a la Mélodie Espagnole (Sentimentale), se trata de una composición breve (cuatro páginas la parte de piano y una la de violonchelo) escrita en la ciudad de La Coruña en 1890 y que posiblemente fue editada por la propia compositora, ya que en ella no figura ninguna editorial. Está dedicada a M. Tondu, posiblemente un editor francés que iniciara su actividad en 1854, y que en 1853 escribió un método de transposición que Eugenia pudo conocer durante sus años de formación en Francia.

## Eugenia Osterberger y la intelectualidad gallega de su tiempo

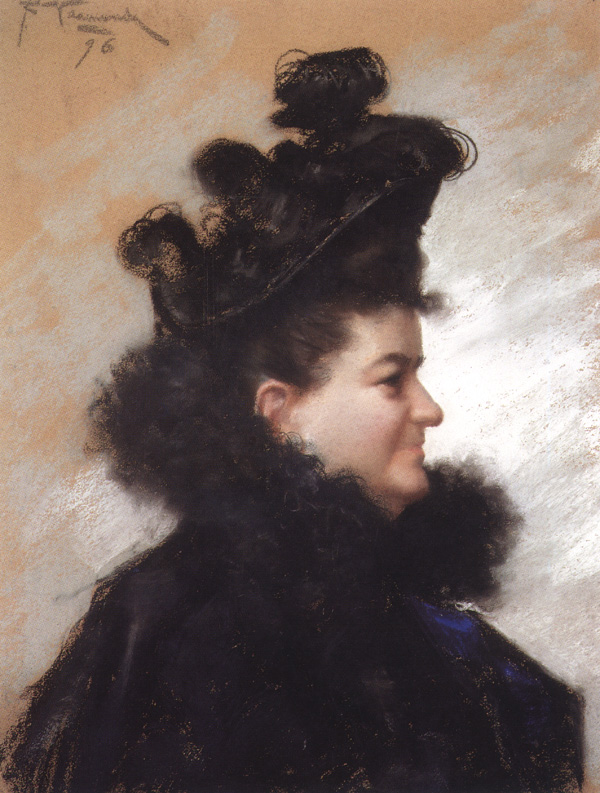
Imagen de Emilia Pardo Bazán en 1896.

Osterberger mantuvo relación no solo con destacadas personalidades de la música gallega de su tiempo, sino también de la literatura, como Emilia Pardo Bazán. En La Coruña de finales del siglo XIX residía una importante élite cultural preocupada por la salvaguarda del idioma y la tradición propias de Galicia. Eugenia Osterberger no fue ajena a esta inquietud, componiendo obras inspiradas en poemas de personalidades participantes en esta corriente y que emplearon el idioma gallego. Osterberger llegaría a integrarse en la sociedad El Folk-Lore Gallego, que presidía la propia Emilia Pardo Bazán. Por sus contribuciones en el campo de la música fue nombrada miembro correspondiente de la Real Academia Gallega cuando esta se fundó en 1906.
Cabe resaltar su relación con la escritora y periodista Sofía Casanova, quien le dedicó su poema Al fondear en la Coruña la Escuadra francesa y con la que mantuvo correspondencia. Además Sofía Casanova posiblemente se llevó con ella las partituras de esas obras de Eugenia Osterberger y otras de otros músicos gallegos para difundir sus obras en Polonia tocándolas su cuñado Josef Lutosławski, padre del que sería el famoso compositor y director polaco Witold Lutosławski. La relación de amistad entre la compositora y la escritora se pone de manifiesto en una carta publicada en La Voz de Galicia el 9 de septiembre de 1898 en la que Sofía Casanova se lamentaba por el desastre de 1898 y en la que se puede apreciar su afecto mutuo.
Posiblemente también tuviese relación con la escritora orensana Filomena Dato, ya que esta era muy amiga de Sofía Casanova y residía en las proximidades de la ciudad coruñesa. Además Osterberger pudo inspirarse en un poema suyo para su melodía gallega Neve.
Por su participación en la Liga Gallega, Osterberger también mantuvo contacto con figuras notables del Rexurdimento como Manuel Murguía, Eduardo Pondal o Andrés Martínez Salazar, que asistirían a la despedida de Sofía Casanova celebrada en la casa de Eugenia Osterberger, en la que le ofrecieron a la escritora y periodista coruñesa un artístico pergamino.